# Agreement of the People

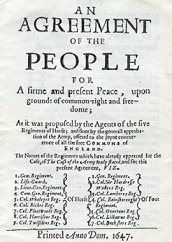
La première page d'une version de l'Agreement of the People de 1647.

Dans l'histoire de l'Angleterre, l'Agreement of the People était un contrat social pour le gouvernement anglais révolutionnaire. Son auteur, John Wildman (1623-1693), était un niveleur.
Le document, qui connut plusieurs versions entre 1647 et 1649, clamait le droit au suffrage universel masculin et un gouvernement plus égalitaire et offrant une meilleure représentation à la Chambre des communes.
C'était le sujet des débats de Putney de 1647, à la suite de la Première guerre civile anglaise. Les niveleurs espéraient que la nouvelle constitution soit basée sur l'Agreement, mais sa version définitive s'est révélée être beaucoup moins révolutionnaire.